# 石坝镇 (博罗县)
石坝镇，是中华人民共和国广东省惠州市博罗县下辖的一个乡镇级行政单位。

## 行政区划
石坝镇下辖以下地区：
石坝社区、蓝田社区、象岭村、红星村、官村、冷水坑村、石联村、三嘉村、罗洞村、埔贝村、丁塘村、坦田村、新村、下坑村、龙口村、山下村、石坝村、乌坭湖村、黄山洞村、大水坑村、蓝田村、蓝新村、秀埔村和吉石村。